# Потерянный рай (фильм, 1940)
Потерянный рай (фр. Paradis perdu) — французский романтический фильм-драма 1940 года, поставленный режиссером Абелем Гансом.

## Сюжет
Этот фильм представляет собой ностальгию по знаниям прекрасной эпохи и о последних прекрасных днях межвоенного периода. Пьер, молодой талантливый художник, познакомился с хорошенькой Джанин, в прекрасное лето 1914 года. Но это война создаёт разлуку молодоженам. Джанин, оставшись одна, работает на заводе боеприпасов, несмотря на плохое самочувствие и беременность. Она умирает, родив маленькую Жаннет. Пьер осведомлен смертью любимой и не готов к отцовству. Поначалу он даже не хочет знать о ребенке Жаннет, из-за которой умерла его жена. Однако после войны он преодолевает свою боль, соглашается воспитывать дочь. Он очень тронут, когда она вырастет. Годы идут, Пьер хочет снова жениться на молодой женщине.